# Ріхард Кон
Рі́хард Кон (нім. Richard Kohn, нар. 27 лютого 1888, Відень, Австро-Угорщина — пом. 16 червня 1963), також був відомий за прізвиськом Джек Домбі — австрійський футболіст, що грав на позиції нападника. По завершенні ігрової кар'єри — тренер.
Чемпіон Німеччини (як тренер). Дворазовий чемпіон Нідерландів (як тренер).

## Клубна кар'єра
У дорослому футболі дебютував 1907 року виступами за команду клубу «Вінер Атлетік».
Згодом з 1910 по 1914 рік грав у складі команд клубів «Вінер АФ» та «Вінер-Аматор».
Завершив професійну ігрову кар'єру у клубі МТК (Будапешт).

## Виступи за збірну
1908 року дебютував в офіційних матчах у складі національної збірної Австрії. Протягом кар'єри у національній команді, яка тривала 5 років, провів у формі головної команди країни лише 6 матчів, забивши 2 голи.

## Кар'єра тренера
Розпочав тренерську кар'єру, повернувшись до футболу після тривалої перерви, 1924 року, очоливши тренерський штаб клубу «Герта».
Надалі очолював команди клубів «Граджянскі», «Ферст Вієнна», «Барселона», «Варшавянка», «Мюнхен 1860», «Мангайм», «Баварія» та «Базель».
Останнім місцем тренерської роботи був клуб «Феєнорд», команду якого Ріхард Кон очолював до 1956 року.

## Титули і досягнення

### Як тренера
- Чемпіон Німеччини: 1931-32
- Чемпіон Нідерландів: 1935-36, 1937-38